# 1948 en football
Cet article présente les faits marquants de l'année 1948 en football.

## Chronologie
- 29 mars : le Wydad AC remporte la Coupe d'Élite du Maroc devant le Racing AC sur un large score, 7-1, au Stade Philip à Casablanca.
- 4 avril : au Stade olympique Yves-du-Manoir de Colombes, l'équipe de France s'incline 1-3 face à l'équipe d'Italie.
- 24 avril : Manchester United remporte la Coupe d'Angleterre face à Blackpool FC, 4-2.
- 10 mai : le Lille OSC remporte la Coupe de France face au RC Lens, 2-0.
- 23 mai : 
  - Au Stade olympique Yves-du-Manoir de Colombes, l'équipe de France s'impose 3-0 face à l'équipe d'Écosse.
  - Au Stade Philip à Casablanca, en match amicale, l'équipe du Maroc perdre contre l'équipe de France (B) sur le score de 0-1.
- 6 juin : à Bruxelles, l'équipe de Belgique s'impose 4-2 face à l'équipe de France.
- 12 juin : à Prague, l'équipe de Tchécoslovaquie s'incline 0-4 face à l'équipe de France.
- 20 juin : au Stade Philip à Casablanca, le Wydad AC remporte la ligue des champions de l'ULNA devant l'US Athlétique sur le score de 4-2.
- 27 juin : le Wydad AC remporte la supercoupe de l'ULNA au Stade Philip à Casablanca après une victoire 4-3 en faveur du Racing AC.
- 29 août : au stade vélodrome à Casablanca, le Wydad AC remporte la coupe d'ouverture de la saison devant l'équipe d'Énergie Électrique de Casablanca après un score nul 1-1[1].
- 5 septembre : le Wydad AC et l'US Athlétique remportent la Supercoupe du Maroc après un score nul 2-2[2] au Stade Philip à Casablanca.
- 26 septembre : Israël dispute son premier match officiel face aux États-Unis. Les israéliens perdent le match 3-1.
- 17 octobre : au Stade olympique Yves-du-Manoir de Colombes, l'équipe de France et l'équipe de Belgique font match nul 3-3.
- 31 octobre : au Stade Philip à Casablanca, le Wydad AC remporte la coupe de la ligue du chaouïa devant le Racing AC sur le score de 2-1.

## Champions nationaux
- Albanie : FK Partizani Tirana.
- Allemagne : FC Nuremberg.
- Allemagne de l'Ouest : FC Kaiserslautern.
- Angleterre : Arsenal FC.
- Argentine : CA Independiente.
- Autriche : Rapid Vienne.
- Barbade : Spartan Bridgetown.
- Belgique : KV Malines.
- Bulgarie : PFK CSKA Sofia.
- Chili : ACS Italiano.
- Chypre : APOEL Nicosie.
- Colombie : CI Santa Fe.
- Costa Rica : CS Herediano.
- Cuba : Juventud Asturiana.
- Danemark : FC Kopenhague.
- Département d'Alger : Olympique HD.
- Département de Constantine : JS Djidjel.
- Département d'Oran : FC Oran.
- Écosse : Hibernian FC.
- Espagne : FC Barcelone.
- Estonie : BL Tallinn.
- Éthiopie : Key Baher FC.
- Finlande : TPS Turku.
- France : Olympique de Marseille.
- Gibraltar : Gibraltar United FC.
- Grèce : Olympiakós SFP.
- Guatemala : CSD Municipal.
- Haïti : Excelsior AC.
- Hong Kong : Kitchee SC.
- Hongrie : Csepel SC.
- Irlande : Drumcondra FC.
- Irlande du Nord : Belfast CFC.
- Islande : KR Reykjavik.
- Italie : Torino FC.
- Kosovo : FC Prishtina.
- Lettonie : SA Riga.
- Liban : Homenetmen Beyrouth.
- Lituanie : Elnias Šiauliai.
- Luxembourg : F91 Dudelange.
- Malte : Valletta FC.
- Maroc : Wydad AC.
- Maurice : FC Dodo Curepipe.
- Mexique : FC León.
- Nicaragua : Ferrocarril.
- Norvège : Freidig FK.
- Ouzbékistan : Polyarnaya ZTO.
- Palestine : Beitar TA.
- Paraguay : Club Olimpia.
- Pays-Bas : BV Vereniging.
- Pérou : CA Lima.
- Pologne : KS Cracovie.
- Polynésie : AS Fei Pi Papeete.
- Portugal : Sporting CP.
- Roumanie : FC UTA Arad.
- Suède : IFK Norrköping.
- Suisse : AC Bellinzone.
- Suriname : Sportvereniging NL.
- Tadjikistan : Sbornaya Gissara.
- Tunisie : CA Tunis.
- Union soviétique : CSKA Moscou.
- Venezuela : Loyola SC.
- Yougoslavie : Dinamo Zagreb.

## Naissances
Plus d'informations : Liste d'acteurs du football nés en 1948.
- 2 janvier : Jacky Duguépéroux, footballeur puis entraîneur français.
- 26 janvier : Jean-Pierre Tokoto, footballeur camerounais.
- 28 janvier : Heinz Flohe, footballeur allemand.
- 5 février : Sven-Göran Eriksson, footballeur puis entraîneur suédois († 26 août 2024).
- 10 mars : Jean-Pierre Adams, footballeur français.
- 15 mars : Serge Mesonès, footballeur français.
- 24 mars : Delio Onnis, footballeur argentin.
- 3 avril : Hans-Georg Schwarzenbeck, footballeur allemand.
- 11 avril : Marcello Lippi, footballeur puis entraîneur italien.
- 15 août : Patrice Rio, footballeur français.
- 9 novembre : Luiz Felipe Scolari, footballeur puis entraîneur brésilien.
- 16 novembre : Arie Haan, footballeur néerlandais.
- 2 décembre : Antonin Panenka, footballeur tchécoslovaque.

## Décès
- 23 janvier : décès à 52 ans de Dragutin Vrđuka, international yougoslave.
- 12 juillet : décès à 59 ans de Telmo Carbajo, joueur péruvien ayant remporté le Championnat du Pérou 1913 et comme entraîneur le Championnat du Pérou 1930.
- 29 novembre : décès à 68 ans de Fred Warburton, joueur puis entraîneur anglais. Il fut également sélectionneur des Pays-Bas ayant remporté la médaille de bronze aux Jeux olympiques 1920.
- 27 novembre : George Elliott, footballeur anglais.
- 19 décembre : décès à 60 ans d'Ernest Tossier, international français.

## Liens
- RSSSF : Tous les résultats du monde